# ميكائيل فولغيموت
ميكائيل فولغيموت (بالألمانية: Michael Wolgemut)‏أو Wohlgemuth. ولد عام 1434 في نورنبيرغ، و توفي عام 1519 و هو رسام ألماني. كان يدير ورشة كبيرة للفنون. من تلامذته الرسام ألبرشت دورر ومن لوحاته رقصة الموت.
عرف القليل عن حياته الشخصية.

## معرض صور

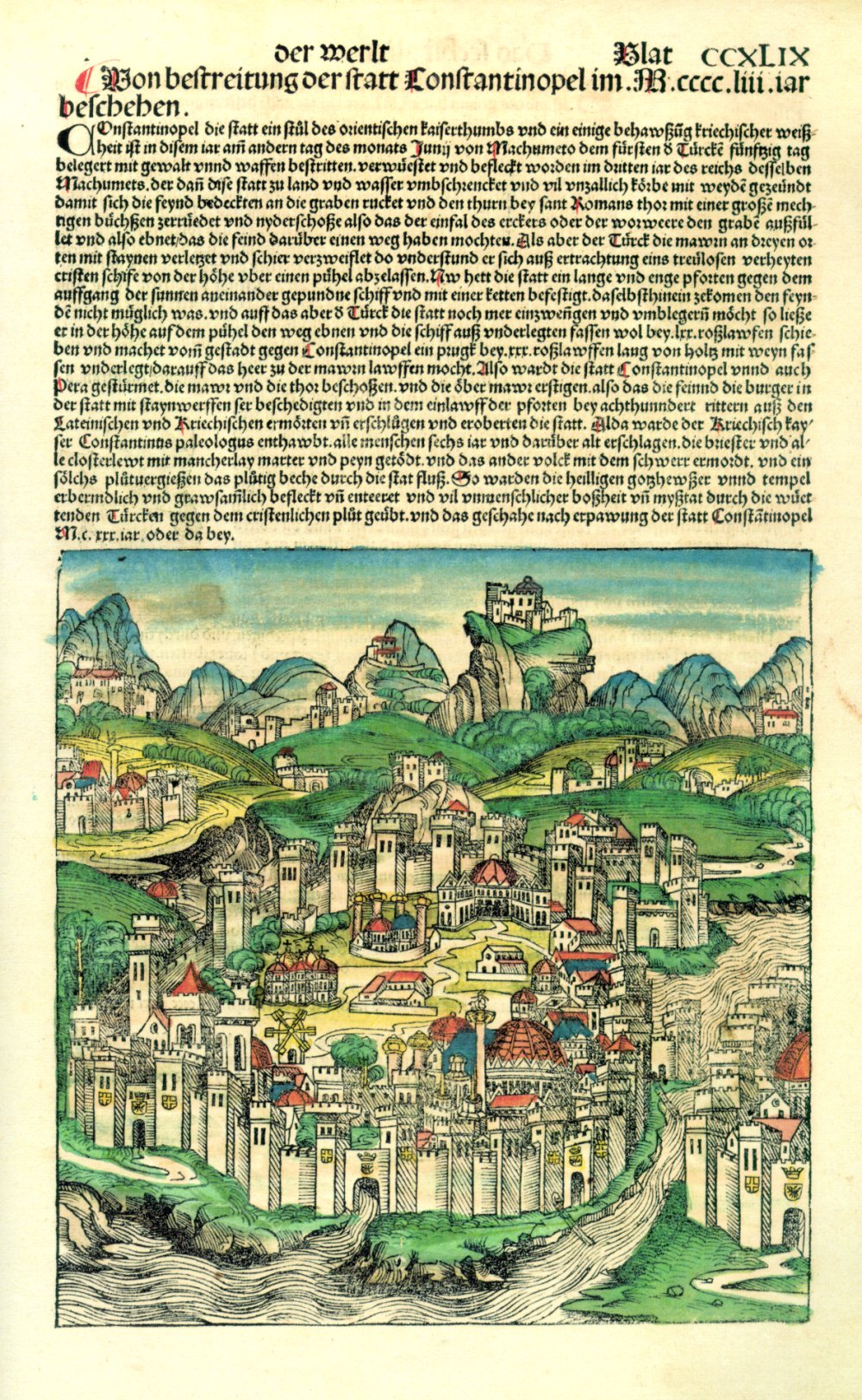
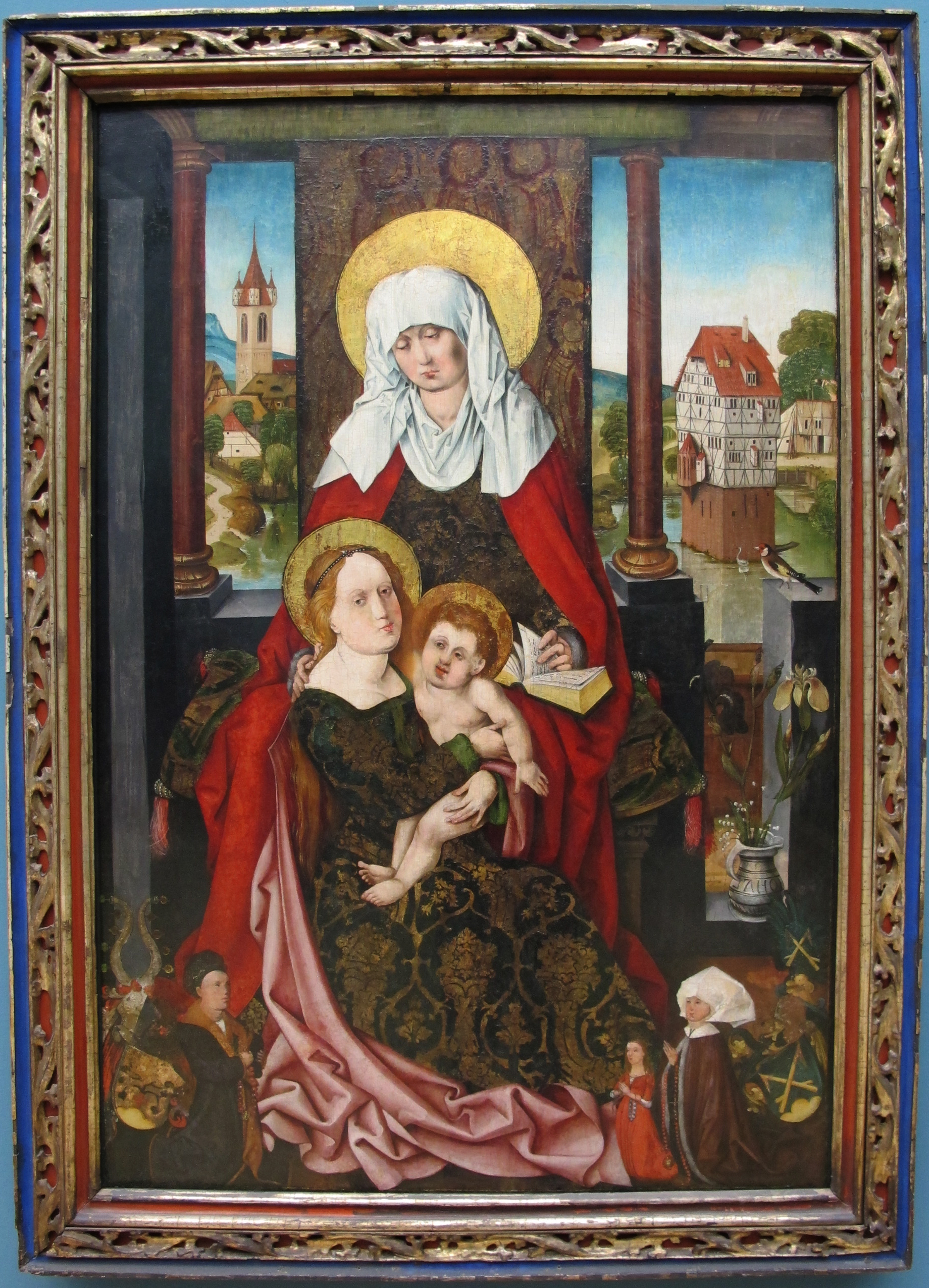
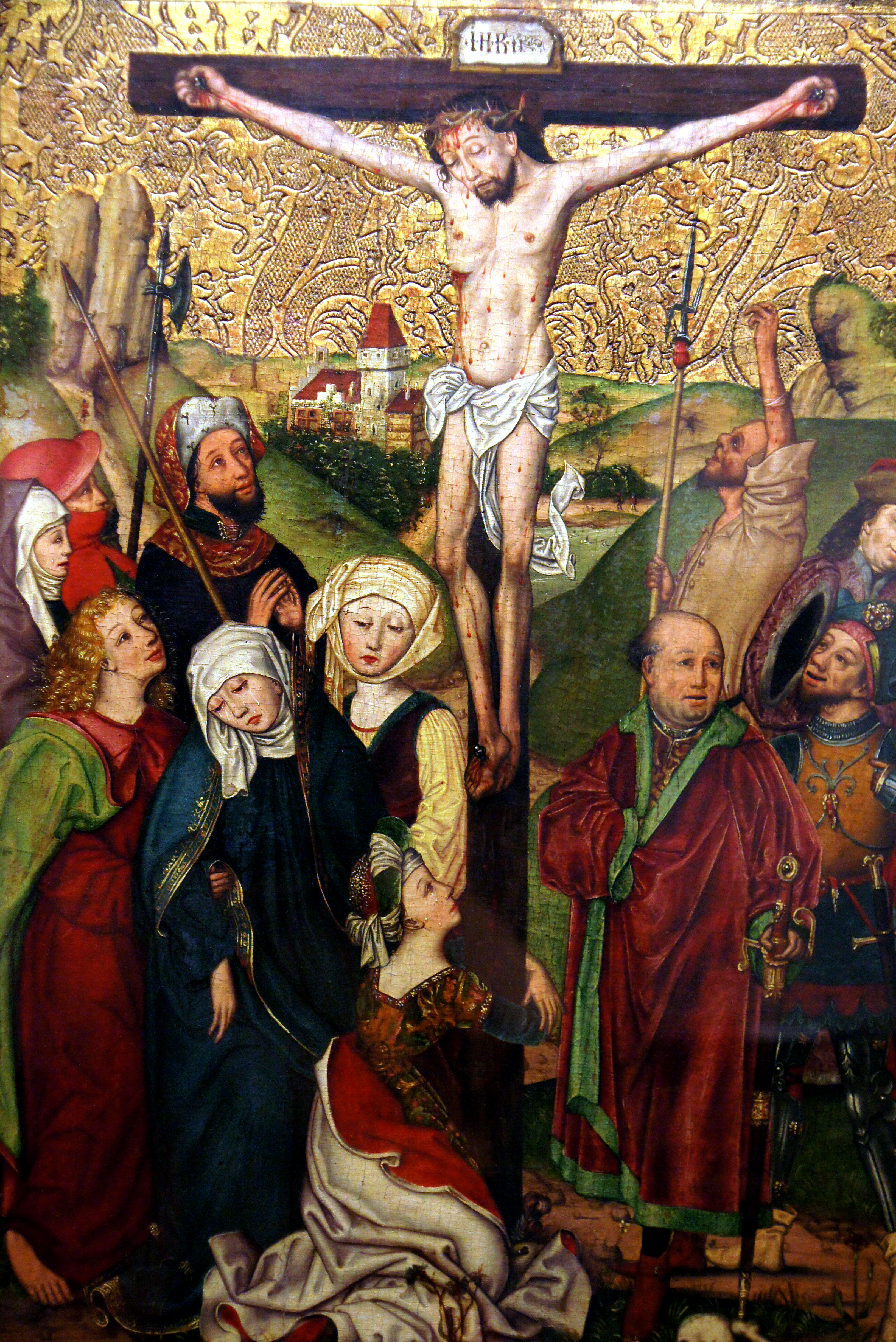
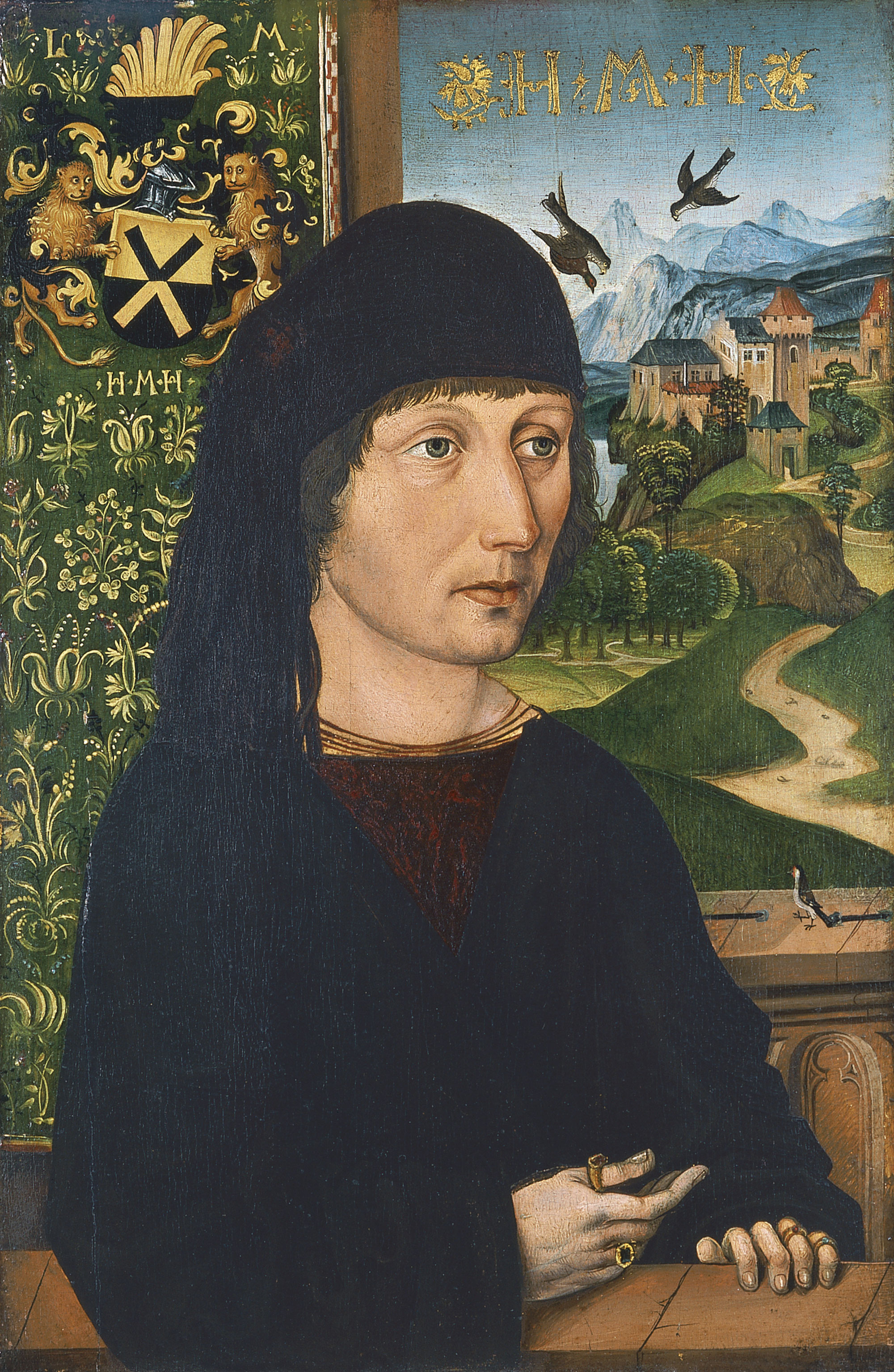
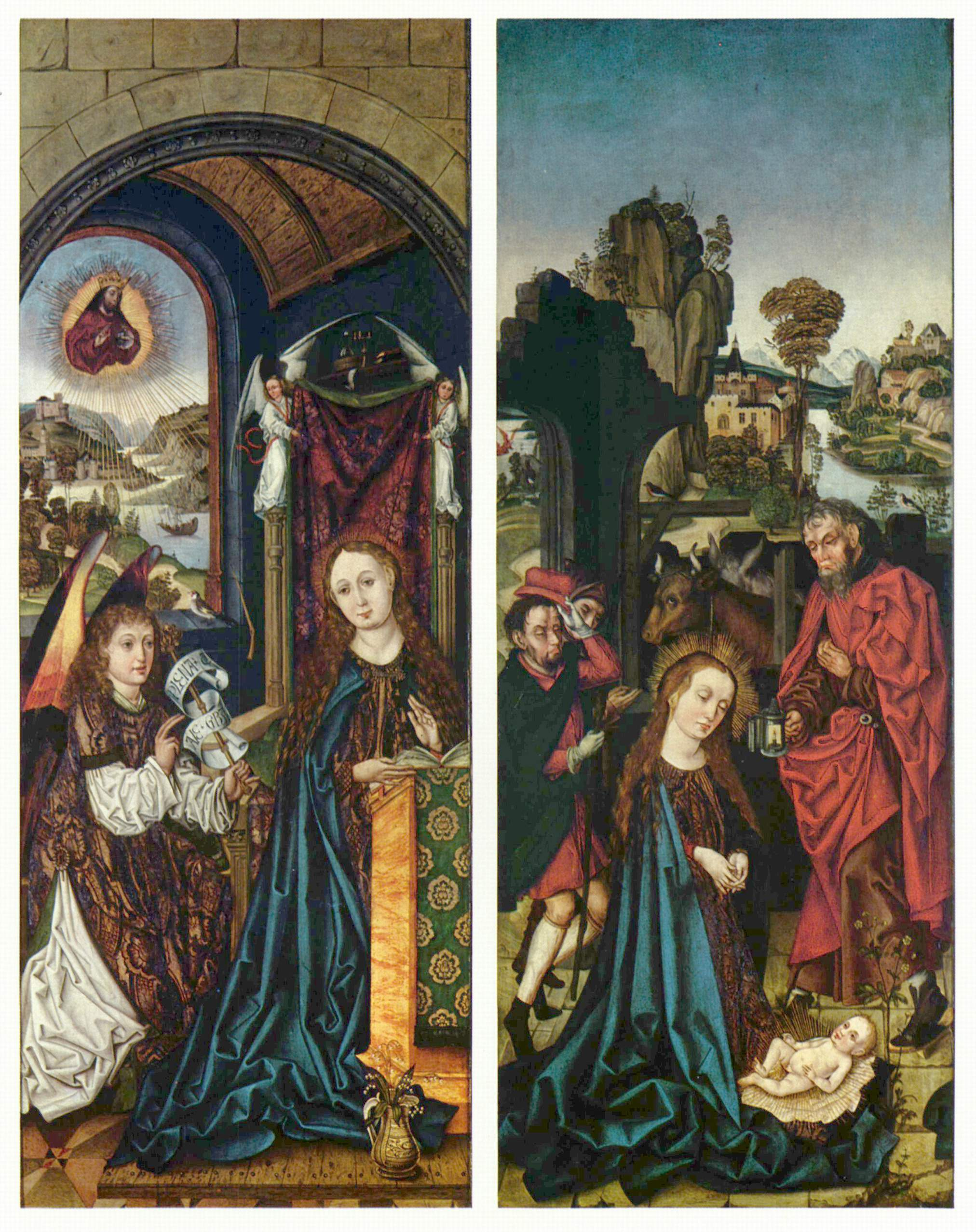

## روابط خارجية
- ميكائيل فولغيموت على موقع الموسوعة البريطانية (الإنجليزية)